# Иоханан бен Заккай
Раббан Иоханан бен Заккай— ивр. רבן יוחנן בן זכאי‎ танна второго поколения, ученик Гиллеля и Шаммая, ставший во главе синедриона после разрушения Иерусалимского храма римлянами в 70 году н. э. и гибели предыдущего главы синедриона рабби Шимона бен раббан Гамлиэля. Единственный танна, носящий титул «раббан», не являющийся потомком Гилелля.

## Отношения с римлянами
Согласно традиции, раббан Иоханан, предвидя взятие Иерусалима римлянами и опасаясь, что это событие может прервать цепочку передачи устной Торы, решил провести с римским военачальником Веспасианом самостоятельные переговоры. Для того, чтобы покинуть осаждённый Иерусалим (обороняющиеся запрещали жителям покидать город), он распустил слух о своей смерти и поручил двум своих ученикам, рабби Элиэзеру бен Уркенос и рабби Иеошуа бен Ханания, вынести его из Иерусалима в гробу. Оказавшись за пределами Иерусалима, раббан Иоханан попал в римский лагерь, где приветствовал Веспасиана как будущего императора. Веспасиан благосклонно отнёсся к раббану Иоханану и последнему удалось добиться для евреев возможности изучать Тору. Вследствие этой договорённости, раббан Иоханан основал центр изучения Торы «Керем Явне (виноградник Явне)» в городе Явне. После взятия Иерусалима римлянами, в Керем Явне перебрались большинство авторитетов в области Торы того времени.